# بودوسو
بودوسو، (بالإنجليزية: Buddusò)‏، هي بلدية، في مقاطعة ساساري في منطقة سردينيا الإيطالية، وتقع على بعد حوالي 150 كم (93 ميل) إلى الشمال من كالياري وحوالي 45 كم (28 ميل) جنوب غرب أولبيا.

## السكان
في سنة 1861 بلغ عدد السكان 2٬331 نسمة، وتطور العدد ليصل في سنة 2011 لـ 3٬979 نسمة.
يظهر هذا المخطط البياني تطور النمو السكاني لـ بودوسو